# Списак кошаркаша Вашингтон булетса
Овај чланак садржи списак кошаркаша који су наступали за Вашингтон булетсе. Списак је тренутно ограничен само на играче који имају чланке на српској Википедији.

## А
| Играч      | Боравак   |
| ---------- | --------- |
| Вес Анселд | 1974—1981 |

## Б
| Играч       | Боравак   |
| ----------- | --------- |
| Мануте Бол  | 1985—1988 |
| Магси Боугс | 1987—1988 |

## В
| Играч       | Боравак   |
| ----------- | --------- |
| Крис Вебер  | 1994—1997 |
| Бен Волас   | 1996—1997 |
| Рашид Волас | 1995—1996 |

## М
| Играч       | Боравак   |
| ----------- | --------- |
| Мозиз Малон | 1986—1988 |

## П
| Играч      | Боравак   |
| ---------- | --------- |
| Марк Прајс | 1995—1996 |